# Alex da Silva Coelho
Alex da Silva Coelho (Santa Catarina, Brasil, 4 de febrero de 1996) es un artista marcial mixto brasileño que compite en la división de peso ligero de Ultimate Fighting Championship.

## Carrera en artes marciales mixtas

### Carrera temprana
Comenzó su carrera en las artes marciales mixtas a la edad de 18 años, y ganó 20 de 21 combates, principalmente compitiendo para Aspera FC, entre 2014 y 2019. Tuvo a su entonces compañero de equipo y futura estrella de la UFC Darren Till, como uno de sus primeros mentores a lo largo de su trayectoria luchando en la escena regional de las MMA. Tras amasar un récord de 20-1 (que incluía 20 finalizaciones), firmó su contrato con la UFC, y dejaría su trabajo como guardia de seguridad en Santa Catarina, Brasil.

### Ultimate Fighting Championship
Hizo su debut en la promoción contra Alexander Yakovlev como reemplazo tardío de Teemu Packalen el 20 de abril de 2019 en UFC Fight Night: Overeem vs. Oleinik. Perdió el combate por sumisión en el segundo asalto.
Se enfrentó a Kazula Vargas el 10 de agosto de 2019 en UFC Fight Night: Shevchenko vs. Carmouche 2. Ganó el combate por decisión unánime.
Se enfrentó a Brad Riddell el 27 de septiembre de 2020 en UFC 253. Perdió el combate por decisión unánime.
Se esperaba que se enfrentara a Devonte Smith el 6 de febrero de 2021 en UFC Fight Night 184. Sin embargo, Coelho se retiró por razones no reveladas. Fue sustituido por Justin Jaynes.
Se enfrentó a Joe Solecki el 4 de junio de 2022 en UFC Fight Night: Volkov vs. Rozenstruik. Perdió el combate por decisión mayoritaria.

## Récord en artes marciales mixtas
| Resultado | Récord | Oponente                        | Método                                     | Evento                                      | Fecha                    | Ronda | Tiempo | Localización      | Notas |
| --------- | ------ | ------------------------------- | ------------------------------------------ | ------------------------------------------- | ------------------------ | ----- | ------ | ----------------- | --- |
| Derrota   | 21-4   | Joe Solecki                     | Decisión (mayoritaria)                     | UFC Fight Night: Volkov vs. Rozenstruik     | 4 de junio de 2022       | 3     | 5:00   | Las Vegas, Nevada | A Coelho se le descontó un punto en el segundo asalto por bloquear repetidamente los dedos del pie en la valla. |
| Derrota   | 21-3   | Brad Riddell                    | Decisión (unánime)                         | UFC 253                                     | 26 de septiembre de 2020 | 3     | 5:00   | Abu Dhabi         | |
| Victoria  | 21-2   | Kazula Vargas                   | Decisión (unánime)                         | UFC Fight Night: Shevchenko vs. Carmouche 2 | 10 de agosto de 2019     | 3     | 5:00   | Montevideo        | |
| Derrota   | 20-2   | Alexander Yakovlev              | Sumisión (estrangulamiento por guillotina) | UFC Fight Night: Overeem vs. Oleinik        | 20 de abril de 2019      | 2     | 3:10   | San Petersburgo   | |
| Victoria  | 20-1   | Slavoljub Mitić                 | TKO (parada médica)                        | Serbian Battle Championship 19              | 1 de diciembre de 2018   | 1     | 1:11   | Novi Sad          | |
| Victoria  | 19-1   | Fernando Colman                 | Sumisión (estrangulamiento por guillotina) | Aspera FC 57                                | 9 de septiembre de 2017  | 1     | 2:49   | Florianópolis     | Regreso al peso ligero.                                                                                         |
| Derrota   | 18-1   | Jakub Kowalewicz                | Decisión (unánime)                         | Brave CF 5                                  | 22 de abril de 2017      | 3     | 5:00   | Bombay            | |
| Victoria  | 18-0   | Daniel Swain                    | TKO (puñetazos)                            | Brave CF 2                                  | 2 de diciembre de 2016   | 2     | 4:37   | Madinat 'Isa      | |
| Victoria  | 17-0   | Marcelo Rodrigues Piazza Santos | TKO (puñetazos)                            | Aspera FC 41                                | 9 de julio de 2016       | 2     | 1:00   | São José          | |
| Victoria  | 16-0   | Welinton Dias                   | KO (puñetazo)                              | Aspera FC 33                                | 19 de marzo de 2016      | 1     | 1:07   | São José          | |
| Victoria  | 15-0   | Wesley dos Santos               | TKO (puñetazos)                            | K.O. Combate 2                              | 21 de noviembre de 2015  | 1     | 4:51   | Caçador           | |
| Victoria  | 14-0   | Guilherme Batista               | TKO (puñetazos)                            | Blasius Combat 2                            | 7 de noviembre de 2015   | 1     | 1:17   | São Ludgero       | |
| Victoria  | 13-0   | Gabriel Vieira das Neves        | TKO (codazos)                              | Aspera FC 25                                | 17 de octubre de 2015    | 1     | 2:48   | Curitibanos       | Regreso al peso pluma.                                                                                          |
| Victoria  | 12-0   | Silvio Fernandes                | KO (rodillazo)                             | Aspera FC 22                                | 12 de julio de 2015      | 1     | 0:44   | Cocal do Sul      | Combate de peso ligero.                                                                                         |
| Victoria  | 11-0   | Luis Fernando Messa             | TKO (codazos)                              | Aspera FC 21                                | 26 de junio de 2015      | 1     | 4:26   | São Paulo         | Combate de peso pluma.                                                                                          |
| Victoria  | 10-0   | Mateus Santana Dias             | KO (puñetazo)                              | Fox Fight 1                                 | 13 de junio de 2015      | 1     | 1:55   | Joaçaba           | |
| Victoria  | 9-0    | Marcelo Boldrini                | TKO (puñetazos)                            | Aspera FC 17                                | 4 de abril de 2015       | 1     | 4:07   | Curitibanos       | Combate de peso pluma.                                                                                          |
| Victoria  | 8-0    | Fernando Scariot                | Sumisión (estrangulamiento por detrás)     | Aspera FC 14                                | 29 de noviembre de 2014  | 2     | 2:56   | Lages             | Combate de peso pluma.                                                                                          |
| Victoria  | 7-0    | Antônio Marcos Pereira          | Sumisión (estrangulamiento por detrás)     | Aspera FC 11                                | 30 de agosto de 2014     | 3     | 3:12   | Curitibanos       | Combate de peso pluma.                                                                                          |
| Victoria  | 6-0    | Celso Ferreira                  | Sumisión (estrangulamiento por detrás)     | Curitiba Fight Pro 2                        | 9 de agosto de 2014      | 1     | 4:50   | Curitiba          | Combate de peso pluma.                                                                                          |
| Victoria  | 5-0    | Herison Oliveira                | TKO (puñetazos)                            | Aspera FC 8                                 | 14 de junio de 2014      | 1     | 1:16   | Paranaguá         | |
| Victoria  | 4-0    | Jeferson Lins                   | Sumisión (estrangulamiento por detrás)     | Aspera FC 7                                 | 25 de mayo de 2014       | 1     | 3:20   | Itajaí            | |
| Victoria  | 3-0    | Guilherme Souza                 | TKO (parada médica)                        | Curitiba Fight Pro                          | 22 de febrero de 2014    | 1     | N/A    | Xaxim             | |
| Victoria  | 2-0    | Douglas Carvalho                | Sumisión (estrangulamiento por triángulo)  | Aspera FC 3                                 | 16 de febrero de 2014    | 1     | 4:16   | Itajaí            | |
| Victoria  | 1-0    | Igor Duarte                     | KO (patada en la cabeza)                   | Aspera FC 2                                 | 18 de enero de 2014      | 1     | 2:20   | Itajaí            | |